# Angerona pluriguttata
Angerona pluriguttata là một loài bướm đêm trong họ Geometridae.